# 치칠리아노
치칠리아노(이탈리아어: Ciciliano)는 이탈리아 라치오주 로마현에 위치한 코무네다. 로마로부터 동쪽 35km 거리에 있다.

## 같이 보기
- 사라치네스코
- 노체라인페리오레